# Peter Robb-King
Peter Robb-King (* 1950) ist ein britischer Maskenbildner, der bei der Oscarverleihung 1987 für den Oscar für das beste Make-up nominiert war. Bei den British Academy Film Awards 1993 gewann er den BAFTA-Award für die beste Maske, für den er drei weitere Male nominiert war. Er war zudem dreimal für den Saturn Award für das beste Make-up sowie je einmal bei den Awards Circuit Community Awards (ACCA), den Gold Derby Awards, den Hollywood Makeup Artist and Hair Stylist Guild Awards sowie für den OFTA-Award nominiert.

## Leben
Peter Robb-King begann seine Laufbahn in der Filmwirtschaft als Maskenbildner ohne besondere namentliche Erwähnung (uncredited) in der Fernsehserie Mit Schirm, Charme und Melone, an der er 1976 erneut mitarbeitete. Er arbeitete bis 2018 fünfzig Jahre lang an mehr als achtzig Produktionen von Filmen, Fernsehfilmen und Fernsehserien mit. Er schuf im Laufe der Zeit das Make-up für Schauspieler wie Harrison Ford, Sean Connery, Keanu Reeves, Heather Graham und Sigourney Weaver. Zu seinen ersten Arbeiten gehören Der junge Löwe (1972), Mahler (1974), Tommy (1975), The Rocky Horror Picture Show (1975), Die Mädchen aus dem Weltraum (1976), Der wilde Haufen von Navarone (1978), Mord an der Themse (1979) und Das tödliche Dreieck (1979). Er war bei der Saturn-Award-Verleihung 1980 erstmals für einen Filmpreis nominiert, und zwar für den Saturn Award für das beste Make-up in Dracula (1979).
Bei der Oscarverleihung 1987 war er gemeinsam mit Rob Bottin für den Oscar für das beste Make-up in Legende (1985) nominiert. Für diesen Film war er zuvor bereits bei den British Academy Film Awards 1986 mit Rob Bottin für den BAFTA-Award für die beste Maske nominiert. Bei den British Academy Film Awards 1987 erhielt er eine weitere Nominierung für den BAFTA-Award für die beste Maske in Aliens – Die Rückkehr (1986) und war hierfür zudem bei der Saturn-Award-Verleihung 1987 für den Saturn Award für das beste Make-up nominiert. Bei der British Academy Film Awards 1993 gewann er schließlich den BAFTA-Award für die beste Maske in Der letzte Mohikaner (1992). Er war mit Vincent J. Guastini auch 1992 bei den Awards Circuit Community Awards für den ACCA-Award für die beste Maske und Frisuren nominiert. Er war bei der Saturn-Award-Verleihung 1999 noch einmal für den Saturn Award für das beste Make-up in Lost in Space (1998) nominiert.
Er war außerdem bei den British Academy Film Awards 2009 noch einmal für den BAFTA-Award für die beste Maske und Frisuren in The Dark Knight (2008) nominiert. Für The Dark Knight war er ferner mit John Caglione Jr. und Conor O’Sullivan auch bei den Gold Derby Awards 2009 für den Gold Derby Award für Maske und Frisuren nominiert. Außerdem erhielt er 2009 bei dem von der Online Film & Television Association verliehenen Filmpreis zusammen mit Janice Alexander, John Caglione Jr., Conor O’Sullivan, seiner Ehefrau Sue Robb-King und Robert Trenton eine Nominierung für den OFTA Film Award für das beste Make-up und Frisuren. Zuletzt wurde Robb-King 2019 gemeinsam mit Paula Price bei den Hollywood Makeup Artist and Hair Stylist Guild Awards für die beste Maske in einem Spielfilm für Mary Poppins’ Rückkehr (2018) nominiert.
Peter Robb-King ist seit 1972 mit Sue Gentle verheiratet, die Anfang der 1970er Jahre als sogenannte Stand-in an verschiedenen Filmproduktion mitgearbeitet hatte. Unter ihrem heutigen Ehenamen Sue Robb-King arbeitet sie seit dem Jahr 2000 als Maskenbildnerin ebenfalls an Filmproduktionen mit und war 2009 mit ihrem Ehemann und anderen für den OFTA Film Award für das beste Make-up und Frisuren in The Dark Knight nominiert. Aus der Ehe gingen zwei Kinder hervor.

## Auszeichnungen
Oscar
- 1987: Nominierung für den Oscar für das beste Make-up in Legende

British Academy Film Award
- 1986: Nominierung für den BAFTA-Award für die beste Maske in Legende
- 1987: Nominierung für den BAFTA-Award für die beste Maske in Aliens – Die Rückkehr
- 1993: BAFTA-Award für die beste Maske in Der letzte Mohikaner
- 2009: Nominierung für den BAFTA-Award für die beste Maske und Frisuren in The Dark Knight

Saturn Award
- 1980: Nominierung für den Saturn Award für das beste Make-up in Dracula
- 1987: Nominierung für den Saturn Award für das beste Make-up in Aliens – Die Rückkehr
- 1999: Nominierung für den Saturn Award für das beste Make-up in Lost in Space

Awards Circuit Community Awards
- 1992: Nominierung für den ACCA-Award für die beste Maske und Frisuren in Der letzte Mohikaner

Gold Derby Awards
- 2009: Nominierung für den Gold Derby Award für Maske und Frisuren in The Dark Knight

Online Film & Television Association
- 2009: Nominierung für den OFTA Film Award für das beste Make-up und Frisuren in The Dark Knight

Hollywood Makeup Artist and Hair Stylist Guild Awards
- 2019: Nominierung für den Make-Up Artists and Hair Stylists Guild Award für die beste Maske in einem Spielfilm für Mary Poppins’ Rückkehr

## Filmografie (Auswahl)
- 1980: Sunday Lovers (Vier Asse hauen auf die Pauke)
- 1981: Outland – Planet der Verdammten
- 1982: Am Rande des Abgrunds
- 1983: Die Rückkehr der Jedi-Ritter
- 1983: James Bond 007 – Octopussy
- 1984: Indiana Jones und der Tempel des Todes
- 1984: Electric Dreams
- 1985: Das Geheimnis des verborgenen Tempels
- 1987: Das vierte Protokoll
- 1987: Die Braut des Prinzen
- 1988: Falsches Spiel mit Roger Rabbit
- 1988: High Spirits
- 1989: Indiana Jones und der letzte Kreuzzug
- 1989: Weiße Zeit der Dürre
- 1991: King Ralph
- 1992: Alien 3
- 1993: Die Stunde der Patrioten
- 1993: Sommersby
- 1993: Auf der Flucht
- 1994: Das Kartell
- 1995: Der erste Ritter
- 1995: Sabrina
- 1996: The Rock – Fels der Entscheidung
- 1997: Der Schakal
- 1999: Verlockende Falle
- 2000: State and Main
- 2001: Sweet November
- 2001: Hardball
- 2003: Matrix Reloaded
- 2003: Matrix Revolutions
- 2004: Spartan
- 2004: The Blackwater Lightship
- 2004: Blessed – Kinder des Teufels
- 2005: Batman Begins
- 2006: She’s the Man – Voll mein Typ!
- 2006: The TV Set
- 2006: Prestige – Die Meister der Magie
- 2007: Balls of Fury
- 2007: Das Mädchen im Park
- 2008: 8 Blickwinkel
- 2009: Prayers for Bobby
- 2011: Scream 4
- 2011: Bad Teacher
- 2012: The Cabin in the Woods
- 2012: Fast verheiratet
- 2014: Bad Neighbors
- 2014: Sex Tape
- 2015: The Grinder – Immer im Recht
- 2015–2018: Fresh Off the Boat